# Funcinpec
El Frente Unido Nacional para una Camboya Independiente, Neutral, Pacífica y Cooperativa (en francés: Front uni national pour un Cambodge indépendant, neutre, pacifique et coopératif) y comúnmente abreviado como Funcinpec o FUNCINPEC (en jemer: ហ្វ៊ុនស៊ិនប៉ិច) es un partido político camboyano de ideología monarquista. Fue fundado por el Rey Norodom Sihanouk en 1981 como un frente para combatir al gobierno de la República Popular de Kampuchea, uniéndose a una coalición con el Frente Popular Jemer para la Liberación Nacional y los Jemeres Rojos, el cual fue reconocido internacionalmente como el legítimo gobierno de Camboya. El Funcinpec fue uno de los firmantes de los Acuerdos de París que pusieron fin al conflicto camboyano y formaron la Autoridad Provisional de las Naciones Unidas en Camboya.
Después de esto, el Funcinpec se convirtió en un partido político, dirigido por el Príncipe Norodom Ranariddh durante las primeras elecciones libres del país, en 1993. El Funcinpec obtuvo una estrecha victoria y debió formar coalición con el Partido Popular de Camboya, de Hun Sen. Ranariddh se convirtió en Primer ministro de Camboya y facilitó el regreso de la monarquía en la figura de Norodom Sihanouk. Un golpe de Estado institucional forzó la dimisión de Ranariddh en 1997, y el gobierno del Funcinpec se consumió por completo con la aplastante victoria electoral del Partido Popular en 1998, que decidió mantener la coalición con el Funcinpec, pero ahora relegándolo a socio menor. Ranariddh conservó así hasta 2006 el cargo de Presidente de la Asamblea Nacional de Camboya. Desde entonces hasta 2013, el partido experimentó un fatal hundimiento que lo dejó casi fuera de la escena política, a tal punto que el propio Ranariddh se apartó del partido tras ser expulsado de su liderazgo en 2006, por lo que el Funcinpec quedó dividido en dos. El partido empezó a recuperarse tras su reunificación en 2013 y, en 2015, Ranariddh recuperó la presidencia del mismo.

## Historia

### Durante la guerra civil
El 21 de marzo de 1981, Norodom Sihanouk estableció el Funcinpec, un movimiento monarquista, en Pionyang, Corea del Norte. En los próximos meses, Sihanouk forjó lazos estrechos con el gobierno chino al ver que necesita ejércitos de resistencia cercanos al Funcinpec, como Moulinaka (Movimiento para la Liberación Nacional de Kampuchea). Aunque era inicialmente reacio a aliarse con los Jemeres Rojos, que habían matado a miembros de su propia familia durante el genocidio camboyano, Sihanouk finalmente reconsideró su posición al ver que ellos también se oponían al régimen de la República Popular de Kampuchea, impuesto por Vietnam tras invadir el país. Se resolvió entonces establecer un gobierno de coalición en el exilio con los Jemeres Rojos, el Moulinaka, el Funcinpec, y el KPNLF (Frente de Liberación del Pueblo Jemer) de Son Sann. El 22 de junio de 1982, se declaró el "Gobierno de Coalición de Kampuchea Democrática", con Sihanouk como Presidente.
En septiembre de 1982, se fundó la Armada Nacional Sihanoukista (ANS) fue formado por la fusión de varios ejércitos de resistencia pro-Funcinpec, incluyendo Moulinaka. Sin embargo, los lazos entre el Funcinpec con el KPNLF y Jemeres Rojos siguieron siendo tensas. Son Sann criticó públicamente a Sihanouk en varias ocasiones, y los Jemeres Rojos atacaron a miembros de la ANS varias veces, lo que provocó que Sihanouk amenazara con dimitir como Presidente en al menos dos ocasiones en junio de 1983, y julio de 1985. En diciembre de 1987, Sihanouk se reunió con el primer ministro del gobierno de la República Popular de Kampuchea, Hun Sen, en Francia. Al año siguiente, en julio de 1988, se celebró la primera reunión oficiosa en Yakarta, Indonesia entre las cuatro facciones camboyanas en guerra que consistían en el Funcinpec, los Jemeres Rojos, el KPNLF y el régimen pro-Vietnam. Se celebraron otras dos reuniones en Yakarta, que tenían como objetivo poner fin al conflicto.
En agosto de 1989, Sihanouk dimitió como Presidente de Funcinpec y fue sucedido por Nhiek Tioulong. Al mismo tiempo, Norodom Ranariddh fue nombrado secretario general del partido. En septiembre de 1990, las cuatro facciones camboyanas en guerra llegaron a un acuerdo para formar el Consejo Nacional Supremo (SNC), una organización diseñada para supervisar los asuntos soberanos de Camboya en las Naciones Unidas sobre una base provisional. El SNC constaba de doce miembros de las cuatro facciones camboyanas en guerra, con dos asientos destinados al Funcinpec. Sihanouk negoció para convertirse en el decimotercer miembro del SNC, una propuesta que Hun Sen rechazó inicialmente, pero más tarde accedió luego de que Sihanouk dimitiese como miembro de su partido en 1991. Los asientos del Funcinpec fueron ocupados por Ranariddh y Sam Rainsy. Cuando los Acuerdos de Paz de París fueron firmados en octubre de 1991, Ranariddh representó al partido como su signatario.

### Elecciones de 1993
En febrero de 1992, Ranariddh fue elegido Presidente del Funcinpec. En agosto de 1992, establecida ya la Autoridad Provisional de las Naciones Unidas en Camboya (APRONUC), el Funcinpec fue registrado y legalizado como partido político, y estableció sedes en varias ciudades del país al mes siguiente. Sin embargo, los oficiales del partido se enfrentaron al acoso constante de la policía secreta del aún vigente régimen socialista y funcionarios de la inteligencia militar. Entre noviembre de 1992 y enero de 1993, fueron asesinados dieciocho funcionarios del Funcinpec y otros veintidós resultaron heridos, lo que llevó a Ranariddh a pedir a la APRONUC que interviniera y pusiera fin a la violencia. La APRONUC estableció un fiscal especial para investigar los casos de violencia política, pero se enfrentó a la resistencia del régimen. La mayor parte de los ataques ocurrieron en las provincias de Kompung Cham y Battambang, y el gobernador de esta última, Ung Sami fue encontrado para haber estado directamente implicado en los ataques. Cuando la APRONUC permitió que las campañas electorales comenzaran en abril de 1993, el Funcinpec no pudo organizar demasiadas concentraciones debido a la intimidación de la policía secreta. De ese modo, se realizó una campaña discreta que consistía en utilizar camiones por todo el país repartiendo mensajes políticos, y enviar funcionarios del partido a hacer campaña directamente en las zonas rurales.
Antes de que iniciara la campaña el 7 de abril, el Funcinpec ya contaba con 400.000 afiliados a nivel nacional. Ranariddh basó su campaña en las relaciones que tenían con Sihanouk, aprovechando la inmensa popularidad del antiguo Rey en la nación jemer. Los partidarios del Funcinpec utilizaban camisas amarillas que representaban a Sihanouk, y su eslogan era "Un voto por Funcinpec es un voto por Sihanouk". El CPP, por su parte, era consciente de la necesidad de apelar también a Sihanouk por su popularidad, por lo que la campaña de Hun Sen se basó en los esfuerzos realizados por el partido para garantizar el retorno de Sihanouk en 1991, así como resaltar paralelismos entre el CPP y el Sangkum (antiguo partido sihanoukista). El Funcinpec respondió a esto acusando al gobierno del CPP de estar lleno de infiltrados vietnamitas, y de conceder ciudadanía a colonos del país vecino para mantenerse en el poder.
La elección se llevó a cabo entre el 23 y el 28 de mayo de 1993. El Funcinpec obtuvo mayoría simple con el 45.47% del voto popular, y 58 de los 120 escaños de la Asamblea Nacional Constituyente. La mayoría de sus votos y escaños vinieron de las provincias de Kompung Cham y Kandal, y de la capital Nom Pen. Le siguió en segundo lugar el CPP, obteniendo el 38.23% de los votos válidos, y no estaba satisfecho con sus resultados. El 3 de junio, Chea Sim y Hun Sen se reunieron con Sihanouk para proponerle que dirigiera un nuevo gobierno interino y también exigir un reparto de poder entre el Funcinpec y el CPP sobre una base de cincuenta y cincuenta. Sihanouk accedió sin consultarlo primero con la dirigencia del Funcinpec y anunció la formación del gobierno interino esa misma noche. Al no verse consultados, tanto el Ranariddh como el Funcinpec en su conjunto rechazaron la propuesta. Ranariddh envió un fax a su padre para desaprobar la propuesta del CPP, y los Estados Unidos adoptaron una postura similar. Sihanouk rescindió públicamente su anuncio anterior de la formación del gobierno interino al día siguiente.
El 10 de junio de 1993, Chakrapong dirigió un movimiento de secesión y amenazó con formar un estado separatista que consistiría en siete provincias camboyanas orientales. Chakrapong se había unido al CPP con el apoyo del ministro del Interior, el General Sin Song y el hermano mayor de Hun Sen, Hun Neng. El movimiento de la secesión presionó a Ranariddh para que accediera a la petición del CPP de compartir el poder, y Hun Sen posteriormente persuadió a su hermano para que abandonara el movimiento de secesión. Cuatro días más tarde, se celebró la primera reunión de la Asamblea Constituyente, en la que se formó un gobierno interino, Hun Sen y Ranariddh sirviendo como co-Primeros Ministros. Había un total de treinta y tres puestos del gabinete disponibles, mientras que el CPP tenía dieciséis, el Funcinpec obtuvo trece y los otros dos socios de la coalición consiguieron los cuatro restantes. Cuando Sihanouk fue reinstalado como Rey de Camboya el 24 de septiembre de 1993, formalizó el acuerdo de reparto de poder al nombrar a Ranariddh como primer primer ministro y Hun Sen como segundo primer ministro en el nuevo gobierno.

### Gobierno de Ranariddh
El nuevo gobierno estuvo formado por veintitrés ministros, once para el Funcinpec, once para el CPP, y uno para el BLDP. El CPP permitió que el Funcinpec designara una mayor cantidad de gobernadores provinciales, pero se guardó para sí a varios alcaldes y jefes locales. Ranariddh desarrolló una buena relación de trabajo con Hun Sen, que se mantendría hasta marzo de 1996. El representante del secretario general de la ONU en Camboya, Benny Widyono, señaló que mientras ambos aparecían juntos en funciones públicas, Hun Sen tenía más influencia política en comparación con Ranariddh dentro del gobierno. En octubre de 1994, Ranariddh y Hun Sen despidieron a Sam Rainsy, del Funcinpec, como Ministro de Finanzas después filtrara en varias ocasiones los documentos confidenciales sobre la corrupción gubernamental públicamente. El despido de Rainsy provocó la renuncia en protesta del Ministro de Relaciones Exteriores, Norodom Sirivudh, también del Funcinpec. Rainsy continuó con sus críticas al gobierno, lo que provocó que Ranariddh impulsara una moción para expulsarlo como miembro de la Asamblea Nacional, la cual fue aprobada en junio de 1995. Rainsy posteriormente fue expulsado también del Funcinpec, y estableció el Partido de la Nación Jemer, lo cual sería perjudicial para el gobierno al disminuir la intención de voto del Funcinpec y crearse una alternativa tanto a este como al CPP.
En octubre de 1995, el exministro Sirivudh habló sobre su deseo de asesinar a Hun Sen durante una entrevista con So Naro, que en ese entonces era secretario general de la Asociación de Periodistas Jemeres. Ung Phan, un ministro del Funcinpec que tenía lazos cercanos con Hun Sen, llamó a Sirivudh unos días más tarde y lo acusó de implicarse en recibir sobornos para imprimir pasaportes camboyanos. Sirivudh negó enérgicamente las acusaciones y amenazó con matar a Hun Sen por teléfono. La conversación telefónica fue grabada, y Ung Phan pasó la grabación al co-ministro del Interior de Sar Kheng. Hun Sen se enteró de esto y reaccionó violentamente a los comentarios de Sirivudh, procediendo a presionar a Ranariddh para que impulsara otra moción para despojarlo de su inmunidad parlamentaria y pudiera ser arrestado. Aunque Sirivudh fue detenido por varios días, fue puesto en libertad por intervención de Sihanouk y partió al exilio en Francia.
En enero de 1996, Funecinpec celebró un seminario a puerta cerrada en Sihanoukville, al que asistieron algunos miembros del partido cerca de Ranariddh. Los asistentes expresaron su preocupación por los intentos de CPP por dominar el Funecinpec, y se adoptó una resolución para fortalecer las fuerzas pro-Funcinpec dentro de las Fuerzas Armadas Reales Camboyanas (RCAF). Al mismo tiempo, los miembros del Funcinpec mostraron cierto resentimiento hacia Ranariddh por su falta de lealtad al partido a pesar de haber sido este quien lo llevó al poder. En respuesta a esto, el 22 de marzo de 1996, Ranariddh amenazó con disolver la Asamblea Nacional y convocar a nuevas elecciones (en las cuales, con seguridad, habría ganado el Funcinpec) si el CPP no escuchaba sus quejas y lo respetaba como el líder de la coalición. El CPP respondió criticando la postura de Ranariddh, iniciando el rápido deterioro de la coalición.
Desde ese momento, Hun Sen desarrolló una actitud beligerante hacia Ranariddh y el Funcinpec, refiriéndose a él como "perro real" en una reunión del CPP. Varios meses después, en enero de 1997, Ranariddh llevó al Funcinpec a forjar una alianza política, el Frente Unido Nacional (NUF), con el Partido de la Nación Jemer, el Partido Liberal Democrático Budista y el Partido Neutral Jemer. El CPP condenó la formación del NUF, y procedió a formar una coalición política rival que consistía de partidos políticos ideológicamente alineados con la antigua República Jemer. Las tensiones entre los dos mayores partidos políticos del país continuaron empeorando. El 10 de febrero de 1997, estallaron enfrentamientos militares entre partidarios de ambas posiciones en la provincia de Battambang. Ese día, tropas bajo el mando del gobernador provincial del Funcinpec, Serey Kosal encontraron un convoy de 200 soldados pro-CPP que estaban viajando en camino a Samlout. Después de que las tropas de Serey Kosal desarmaron a las tropas pro-CPP, las noticias del incidente se extendieron a las áreas cercanas y pronto estallaron combates entre las tropas de ambas facciones rivales, dejando al menos veintiún soldados muertos.
El 14 de abril de 1997, Ung Phan anunció que él y doce otros miembros del Funcinpec habían decidido separarse del partido. Hun Sen aplaudió el movimiento, prometiendo apoyo a cualquier iniciativa dentro del partido para expulsar a Ranariddh como su presidente. Posteriormente, el comité de dirección del Funcinpec utilizó tácticas institucionales para destituir a los diputados que abandonaran el partido, logrando reemplazar con éxito a ocho de ellos. Al mismo tiempo, expulsaron a los cinco diputados restantes que se negaron a colaborar, incluyendo Ung Phan. Los parlamentarios renegados se reunieron el 1 de junio y proclamaron la creación de un "Segundo Funcinpec" o "Funcinpec Auténtico", a cuya proclamación asistieron ochocientas personas. En el congreso, los asistentes votaron por Toan Chhay, el gobernador de la provincia de Siem Riep, como su presidente. Al mismo tiempo, los asistentes acusaron a Ranariddh de grave incompetencia, quien a su vez declaró el congreso como ilegal y acusó al CPP de interferir en los asuntos internos del partido.

### Caída de Ranariddh y elecciones de 1998
El 5 de julio de 1997, las tropas de las Fuerzas Armadas Reales de Camboya, alineadas por separado con el CPP y el Funcinpec lucharon en Nom Pen, llevando a la derrota de este último al día siguiente. Ranariddh, que se había refugiado en Francia solo dos días antes de la batalla, fue declarado "traidor" por Hun Sen, acusándolo de "desestabilizar Camboya". Posteriormente, el 11 de julio, Loy Sim Chheang, Primer Vicepresidente de la Asamblea Nacional, propuso que otro diputado del Funcinpec sustituyera a Ranariddh como Primer ministro. Cinco días más tarde, el ministro de Relaciones Exteriores, del Funcinpec, Ung Huot, fue nominado para ocupar su lugar. El 6 de agosto, Ranariddh fue destituido por la Asamblea Nacional y reemplazado con Ung Huot con 90 votos a favor, uno en contra y 29 ausencias. Estos últimos eran 29 diputados del Funcinpec que todavía eran leales a Ranariddh y boicotearon la sesión parlamentaria.
Poco después del nombramiento de Ung Huot, Toan Chhay, que se había proclamado a sí mismo como el presidente del Funcinpec en un congreso rival en junio de 1997, competían por el control de la dirección del partido con Nady Tan, otro dirigente del partido leal a Ranariddh. Se propuso cambiarle el nombre al partido por "Sangkum Thmei", en memoria del partido Sangkum Reastr Niyum con el que Norodom Sihanouk monopolizó el poder en 1955. Sin embargo, el Funcinpec conservó su nombre, y sufrió una escisión que adoptó dicha denominación. Otra fragmentación, esta vez liderada por Ung Huot, llevó a la fundación del partido "Reastr Niyum". Ninguna de estas fracturas conseguiría escaños en una elección.
A principios de marzo de 1998, un tribunal militar declaró culpable a Ranariddh de contrabando de armas y causando inestabilidad al país, imponiéndole un total de 35 años de prisión. Después de que la ASEAN y la Unión Europea intervinieran para condenar las sentencias en su contra, Ranariddh fue indultado de todos los cargos, permitiéndole regresar a Camboya el 30 de marzo para dirigir el Funcinpec durante las elecciones. El período de campaña comenzó el 25 de junio y finalizó el 24 de julio, siendo generalmente recordada como una de las campañas más violentas de la historia de Camboya bajo la constitución de 1993. Ranariddh basó el programa del partido, dirigido por él mismo, en el sentimiento monárquico, la mejora de la justicia social, y la retórica anti-vietnamita, acusando a Hun Sen de ser un títere de Vietnam (siendo desde entonces esta acusación adoptada por gran parte de los políticos opositores para criticar al jefe de gobierno).
En diversas ocasiones, Ranariddh afirmó que el CPP restablecería el estado unipartidista previo a 1991 si ganaba las elecciones. Sin embargo, el Funcinpec se enfrentó a numerosos obstáculos de campaña, entre ellos la falta de acceso a los canales de televisión y de radio que habían quedado bajo el control exclusivo de CPP tras los enfrentamientos de 1997 y las dificultades de sus partidarios para llegar a las manifestaciones del partido. Cuando se anunciaron los resultados el 5 de agosto, el Funcinpec obtuvo el 31.7% de todos los votos válidos, lo que se tradujo en 43 escaños en la Asamblea Nacional, quedando atrás del CPP, que obtuvo un 41.4% de los votos y obtuvo 64 escaños.
Tanto Ranariddh como Rainsy protestaron en contra de los resultados de las elecciones, alegando que el gobierno liderado por el CPP había intimidado a los votantes y había manipulado las urnas. Presentaron peticiones ante la Comisión Electoral Nacional (NEC) y la Corte Constitucional; cuando éstas fueron rechazadas en agosto de 1998, Ranariddh y Rainsy organizaron protestas en las calles para exigir que Hun Sen abandonara su cargo. El gobierno saliente de Ung Huot respondió el 7 de septiembre, prohibiendo protestas callejeras y agrediendo a los participantes. En este punto intervino Sihanouk, y organizó una reunión cumbre el 24 de septiembre en Siem Reap. Convocó a Hun Sen, Ranariddh y Rainsy para realizar las discusiones encaminadas a poner fin al impasse político. El día de la cumbre, Un cohete B40 fue disparado desde un lanzador de cohetes RPG-2 en dirección a la caravana de Hun Sen, que viajaba en ruta a Siem Reap. El cohete perdió la caravana, y Hun Sen escapó ileso. La policía acusó a los líderes del Funcinpec y el KNP de planear el ataque, con Rainsy como su cabecilla. Tanto Rainsy como Ranariddh negaron tener relación con lo ocurrido, pero Ranariddh huyó a Bangkok al día siguiente, por temor a la represión gubernamental a sus partidarios.
Después de la salida de Ranariddh, Sihanouk le instó a regresar con el propósito de unirse al CPP en un gobierno de coalición, considerando que Funcinpec se enfrentaba a la perspectiva de colapsar si Ranariddh se negaba. Ranariddh regresó a Camboya el 12 de noviembre de 1998 a asistir a una reunión organizada por Sihanouk, en la que Ranariddh negoció con Hun Sen y Chea Sim sobre la estructura de un nuevo gobierno. Se llegó a un acuerdo en virtud del cual el Funcinpec recibiría la presidencia de la Asamblea Nacional junto con varios cargos de gabinete de nivel bajo y medio a cambio de su apoyo a la creación de un Senado indirectamente elegido. El 25 de noviembre de 1998, Ranariddh fue nombrado Presidente de la Asamblea Nacional. Según Mehta, La creación del Senado fue para proporcionar una plataforma alternativa para aprobar la legislación en el caso de que Ranariddh ejerciera su influencia como Presidente de la Asamblea Nacional para bloquearla. El nuevo gobierno asumió el cargo el 30 de noviembre de 1998, convirtiendo a Hun Sen en Primer ministro pleno.

### Cooperación con el CPP
Después de convertirse en el presidente de la Asamblea Nacional, Ranariddh apoyó la creación del Senado de Camboya, que fue establecido formalmente en marzo de 1999. El Senado tenía 61 escaños, de los cuales 21 fueron asignados al Funcinpec, en representación proporcional a su número de escaños en la Asamblea. En los próximos años hasta 2002, el Funcinpec mantuvo vínculos coordinados con el CPP, Ranariddh definió a Hun Sen como un "socio eterno" durante el congreso de su partido en marzo de 2001. Posteriormente, en julio de 2001, Ranariddh dio la bienvenida nuevamente a Sirivudh en el Funcinpec y lo volvió a nombrar Secretario General. Al mes siguiente, el Funcinpec reemplazó a varios ministros, gobernadores y vicegobernadores de su partido. Según Nhek Bun Chhay, Secretario General adjunto del Funcinpec, las reorganizaciones se hicieron para aumentar la confianza de los votantes en el partido y prepararse para las elecciones del Consejo Comunal y las generales, que estaban programadas para 2002 y 2003, respectivamente.
Cuando las elecciones comunales se celebraron en febrero de 2002, el Funcinpec obtuvo un resultado magrísimo con tan solo 10 de las 1.621 comunas de Camboya bajo su control. A lo largo de dicho año, varios miembros del Funcinpec, como el subcomandante de las Fuerzas Armadas Reales Jemeres, Khan Savoeun, abandonaron el Funcinpec y fundaron sus propios partidos, provocando un rápido declive en la intención de voto al partido monarquista.

## Resultados electorales

### Asamblea Nacional
|  | 45.5 % |

|  | 31.7 % |

|  | 20.8 % |

|  | 5.0 % |

|  | 3.7 % |

### Senado
|  | 20.44 % |

|  | 1.33 % |

### Elecciones comunales
|  | 21.97 % |

|  | 5.36 % |

|  | 3.79 % |

|  | 1.90 % |

### Libros
- Hughes, Caroline (1996), UNTAC in Cambodia: The Impact on Human Rights, Singapore: Institute of Southeast Asian Studies, ISBN 9813055235.
- Findlay, Trevor (1995), Cambodia – The Legacy and Lessons of UNTAC–SIPRI Research Report No. 9, Stockholm International Peace Research Institute, Solna, Sweden: Oxford University Press, ISBN 0198291868, archivado desde el original el 5 de agosto de 2009, consultado el 26 de mayo de 2017.
- Im, François (2005), La question cambodgienne dans les relations internationales de 1979 à 1993, France: Atelier national de reproduction des thèses, ISBN 2284049060.
- Jeldres, Julio A (2005), Volume 1–Shadows Over Angkor: Memoirs of His Majesty King Norodom Sihanouk of Cambodia, Phnom Penh Cambodia: Monument Books, ISBN 974926486X.
- Heder, Stepher R.; Ledgerwood, Julie (1995), Propaganda, Politics and Violence in Cambodia: Democratic Transition Under United Nations Peace-Keeping, United States of America: M.E. Sharpe, ISBN 0765631741.
- Mehta, Harish C.; Julie B. (2013), Strongman: The Extraordinary Life of Hun Sen: The Extraordinary Life of Hun Sen, Singapore: Marshall Cavendish International Asia Pte Ltd, ISBN 9814484601.
- Mehta, Harish C. (2001), Warrior Prince: Norodom Ranariddh, Son of King Sihanouk of Cambodia, Singapore: Graham Brash, ISBN 9812180869.
- Peou, Sorpong (2000), Intervention and Change in Cambodia: Towards Democracy?, National University of Singapore: Institute of Southeast Asian Studies, ISBN 9812300422.
- Strangio, Sebastian (2014), Hun Sen's Cambodia, New Haven, Connecticut: Yale University Press, ISBN 0300210140.
- Summers, Laura (2003), The Far East and Australasia 2003, New York: Psychology Press, pp. 227-243, ISBN 1857431332.
- Widyono, Benny (2008), Dancing in Shadows: Sihanouk, the Khmer Rouge, and the United Nations in Cambodia, Lanham, Maryland, United States of America: Rowman & Littlefield, ISBN 0742555534.

### Reportes
- Sané, Pierre (23 de abril de 1998). «Kingdom of Cambodia – Human rights at stake». Amnesty International. Archivado desde el original el 22 de diciembre de 2015. Consultado el 18 de diciembre de 2015.
- Secretariat of the United Nations (23 de octubre de 1991). «Treaties and international agreements registered or filed and recorded with the Secretariat of the United Nations–No. 28613. Multilateral:». Treaty Series – Treaties and international agreements registered or filed and recorded with the Secretariat of the United Nations 1663 (28609-28619). United Nations. Consultado el 8 de julio de 2015.

- Datos: Q117815
- Multimedia: FUNCINPEC / Q117815